# Palpita luzonica
Palpita luzonica es una especie de polillas perteneciente a la familia Crambidae. Fue descrita por Hiroshi Inoue en 1996. Se encuentra en la isla de Luzón en Filipinas.